# さよなら、私のロンリー
『さよなら、私のロンリー』（さよなら わたしのロンリー、Kajillionaire）は2020年のアメリカ合衆国のコメディ映画。監督はミランダ・ジュライ、主演はエヴァン・レイチェル・ウッドが務めた。
本作は日本国内で劇場公開されなかったが、2021年9月11日にiTunesでの配信が始まった。

## ストーリー
オールド・ドリオは両親（ロバートとテレサ）から詐欺師になるための英才教育を施されてきた。ドリオにとって、両親は絶対的な存在であった。ある日、2人は偶然知り合った女性（メラニー）を引き込み、ドリオとタッグを組ませることにした。ドリオは自分のペースを乱されることを嫌がったが、両親の命令には従うより外なかった。メラニーと一緒に仕事をするうち、ドリオは両親の意向に従わないという道があることに気が付き、「自分はどう生きるべきなのか」という問いに初めて直面することになった。

## キャスト
※括弧内は日本語吹替。
- オールド・ドリオ・ダイン: エヴァン・レイチェル・ウッド （山根希美）
- ロバート・ダイン: リチャード・ジェンキンス  （柴田秀勝）
- テレサ・ダイン: デブラ・ウィンガー （かとう有花）
- メラニー: ジーナ・ロドリゲス （紫苑雪）
- ストヴィク: マーク・イヴァニール（英語版）（八鳥浩一）
- ケリー: レイチェル・レッドリーフ（真鶴真衣）
- アルシア: パトリシア・ベルチャー（杉田萌）
- ビクター: キム・エステス（松尾直樹）
- ジェニー: ダヴァイン・ジョイ・ランドルフ（友利優李乃）
- ファリダ: ダイアナ＝マリア・リヴァ（黒木ふくみ）
- ジミー: ランディ・ライアン（英語版）
- ビジネスマン: ジェフリー・ニコラス・ブラウン
- セールスマン: アダム・バートリー（英語版）（渡辺真人）
- エイブ: マイケル・トウェイン（大江隼人）
- コンビニ店員: デヴィッド・ユリー（根本浩孝）
- 日本語版制作スタッフ 演出：柴田勝俊、翻訳：武富香子、音響：稲垣聡、制作：IYUNO-SDI GROUP／RME

## 製作
2018年3月15日、ミランダ・ジュライ監督が新作映画の製作に着手したと報じられた。29日、エヴァン・レイチェル・ウッド、リチャード・ジェンキンス、デブラ・ウィンガー、ジーナ・ロドリゲスの起用が発表された。5月、本作の主要撮影がカリフォルニア州で始まった。6月、マーク・イヴァニールがキャスト入りした。2019年6月5日、エミール・モセリが本作で使用される楽曲を手掛けることになったとの報道があった。

## 公開・興行収入
2020年1月25日、本作はサンダンス映画祭でプレミア上映された。A24が本作の全米配給権獲得を目指しているとの報道もあったが、最終的に、フォーカス・フィーチャーズが配給権を獲得した。7月31日、本作のオフィシャル・トレイラーが公開された。9月25日、本作は全米529館で封切られ、公開初週末に21万5675ドルを稼ぎ出し、週末興行収入ランキング初登場9位となった。
なお、本作は2020年6月19日に全米公開される予定だったが、後に公開日は同年9月18日→9月25日へと延期されていった。

## 評価
本作は批評家から絶賛されている。映画批評集積サイトのRotten Tomatoesには205件のレビューがあり、批評家支持率は90%、平均点は10点満点で7.4点となっている。サイト側による批評家の見解の要約は「『さよなら、私のロンリー』がフレッシュかつユニークな作品に映るか、それともただの奇妙な作品だと映るかは観客がどこまで冒険を求めるかにかかっている。ただ、ミランダ・ジュライ監督のファンであれば、後者のような見方をすることは決してないであろう」となっている。また、Metacriticには35件のレビューがあり、加重平均値は78/100となってい。